# 贝尔塞奥
贝尔塞奥，是西班牙拉里奥哈自治区的一个市镇。总面积15平方公里，总人口211人（2001年），人口密度14人/平方公里。